# Otto Meister

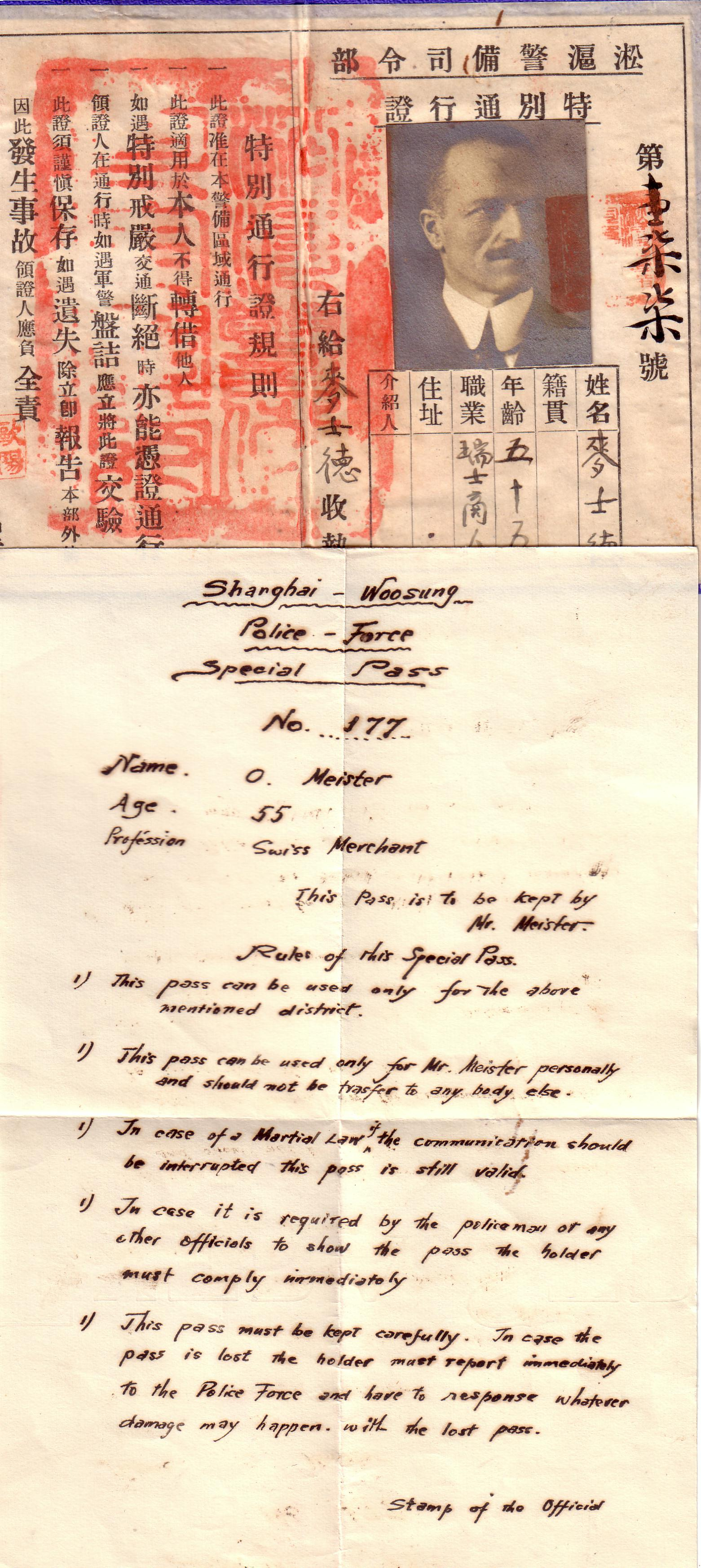
Otto Meister: Lasciapassare per Shanghai, 1928

Otto Meister (Horgen, 16 agosto 1873 – Shanghai, 28 marzo 1937) è stato un ingegnere svizzero, pioniere nella costruzione della linea ferroviaria del Sud-Est asiatico che collega Lao Cai nel Tonkin francese (oggi Vietnam) a Yunnanfu (oggi Kunming), in Cina.

## Biografia
Il padre Emil Meister (1847-1921) aveva aperto un negozio di gioielli al numero 16 di Münsterhof e si trasferì nel 1897 al Paradeplatz, nel centro di Zurigo. La madre Elisa Heß von Wald (1852-1884), era discendente di una famiglia benestante di Zurigo. Otto studiò Ingegneria al Politecnico di Zurigo e lavorò a Zell in Svizzera, a Carranca in Spagna, nello Yunnan in Cina, a Kobe in Giappone e a Shanghai in Cina. Nel 1910 a Tokyo incontrò Chiyo Ischizuka che divenne la sua compagna per tutta la vita e con la quale ebbe un figlio, Alfred Jutaro Meister.

## Attività
Nel 1903 partì per la Cina, viaggio lungo e tormentoso. Lavorò alla ferrovia della Compagnie Française des Chemins de fer de l'Indo-Chine et du Yunnan nel Tonkin francese. In zone prima dal clima tropicale poi man mano che ci si avvicinava alle montagne il clima divenne più sopportabile. Passò da Ingegnere semplice a Ingegnere Capo durante la costruzione della ferrovia in una zona particolarmente impervia per la progettazione di gallerie, ponti e terrapieni ai limiti dell'impossibile.
Nel 1908 la linea ferroviaria fu terminata con un enorme dispendio di vite umane e di risorse economiche. La ferrovia dello Yunnan è ancora funzionante e viene adibita ora a scopi turistici. È stato proposto che la linea ferroviaria possa far parte della lista del patrimonio dell'umanità dell'UNESCO.
Dal 1908-09 cercò invano impiego quale ingegnere in altre linee ferroviarie allora progettate in Cina.
Nel 1910 si trovò a Tokyo, dopo un lungo viaggio in Europa, avendo trovato un lavoro di mediazione commerciale per la Ditta F.lli Sulzer di Winterthur.
Nel 1914 durante un viaggio di rientro in Svizzera partì in nave da Kobe per San Francisco e attraversò tutto il Messico durante la Rivoluzione messicana e in particolare durante la feroce dittatura di Victoriano Huerta raggiungendo il Canale di Panama per poi arrivare in Inghilterra e Svizzera. Rimase a Kobe in Giappone fino al 1922. Poi si trasferì a Shanghai per inaugurare una nuova sede di rappresentanza della Ditta Sulzer che riguardava tutto il Sud-Est asiatico. 
Fu membro attivo nella Shanghai Volunteer Corps una milizia armata organizzata da diversi Stati presenti nelle Concessioni della città, che aveva come scopo la difesa delle persone e delle attività commerciali che vi operavano. (Vedi i due assedi alla città di Shanghai del 1925 e del 1927). Morì a Shanghai l'8 aprile 1937.

## Materiale scritto e fotografico
- 200 lettere alla famiglia
- 40 missive di uno scambio epistolare con Dr. Joseph F.Rock (famoso esploratore, biologo, linguista)
- 1 Diario dattiloscritto di 120 pagine redatto lungo il viaggio attraverso il Messico nel 1914
- 2 Diari vari
- 6 relazioni di lavoro inviate alla Ditta Sulzer di Winterthur
- Certificati di studio, lavoro e documenti vari
- 800 foto su lastre di vetro
- 200 foto su carta